# Lijst van bouwwerken in Zwolle
Een lijst van gebouwen in Zwolle waarover een artikel bestaat op Wikipedia.
- Basiliek van Onze Lieve Vrouwe Tenhemelopneming
- IJsselbrug
- IJsselcentrale
- IJsselhallen
- IJsseltoren
- bioscoop Pathé De Kroon
- Maagjesbolwerk
- Mastenbroekerbrug
- molen De Passiebloem
- Oosterenkstadion
- Pelserbrugje
- Peperbus
- Sassenpoort
- Stadsmuur
- Station Zwolle
- Twistvlietbrug
- Windesheimer molen
- huis Het witte kruis
- huis De Witte Leeuw